# Шаврин, Вадим Олегович
Вади́м Оле́гович Ша́врин (укр. Вадим Олегович Шаврін; род. 15 мая 1988, Макеевка, Донецкая область) — украинский футболист, нападающий хмельницкого «Подолья»

## Игровая карьера
Родился в Макеевке Донецкой области. Воспитанник футбольной академии донецкого «Шахтёра». В чемпионате ДЮФЛУ в 2002—2004 годах сыграл в команде дончан 74 матча, забил 47 голов. С 2004 года играл за «Шахтёр-2», «Шахтёр-3» и дубль горняков. Единственный матч в основном составе «Шахтёра» сыграл 17 июня 2007 в последнем матче чемпионата Украины 2006/2007 против запорожского «Металлурга», заменив на 50-й минуте Дениса Кожанова.
В сезоне 2010/11 годов в составе донецкого «Олимпика» становился чемпионом Украины среди команд второй лиги в группе «Б», а также лучшим бомбардиром этого турнира. В сезоне 2016/17 годов в составе перволигового «Николаева» пробился в полуфинал Кубка Украины, но покинул эту команду до исторического матча.